# Diaphorus javanus
Diaphorus javanus är en tvåvingeart som beskrevs av Meijere 1916. Diaphorus javanus ingår i släktet Diaphorus och familjen styltflugor. Inga underarter finns listade i Catalogue of Life.